# Fremont Troll
Fremont Troll, även The Troll, Aurora Bridge Troll och Troll Under the Bridge, är en skulptur i stadsdelen Fremont i Seattle i delstaten Washington i USA.
Fremont Troll föreställer ett troll, som håller en Volkswagen Bubbla i sin hand. Trollet är placerat under bron George Washington Memorial Bridge som även kallas för Aurora Bridge. 
Trollet kan ses i filmen 10 orsaker att hata dig.